# День святого Давида
День святого Давида — праздник, отмечаемый 1 марта в Уэльсе. Святой Давид Валлийский считается покровителем Уэльса, дата 1 марта связана со смертью Давида в этот день в 589 году. Эта дата была объявлена днём национального празднования в Уэльсе в XVIII веке.

## Значение праздника
Давид родился в юго-западном Уэльсе — традиционно считается, что местом его рождения был Хенвинив возле Аберайрона (ныне графство Кередигион). Известно, что он был епископом Меневии (Менопии), города на юго-западе Уэльса (ныне называется его именем — Сент-Дейвидс, по-валлийски — Tyddewi, «дом Давида»), принимал участие в соборе в Лландеви-Бреви, где иерархи британской церкви боролись с ересью пелагианства.
Согласно житию Ригиварха, порядки, которые Давид устанавливал в монастырях, отличались большой строгостью. Монахи много работали, разговаривать разрешалось только при произнесении молитв или по крайней необходимости, запрещалось использовать в работе животных: плуги монахи тащили сами, не переставая молиться. Крайне скуден был рацион — овощи, хлеб и вода. Сам же Давид пил только воду, отсюда пошло его прозвище Aquaticus.
Самое известное чудо, приписываемое святому Давиду, связано с историей, произошедшей на соборе в Лландеви-Бреви: когда он говорил свою речь против пелагиан, земля, на которой он стоял, поднялась и образовала небольшой холм, чтобы все слышали его проповедь. Одновременно на плечо Давиду сел голубь — знак Святого Духа. Якобы именно после этого собора Давид стал архиепископом всего Уэльса.
В 2003 году в Соединённых Штатах День святого Давида был официально признан как национальный день валлийцев и 1 марта Эмпайр-стейт-билдинг был освещён в национальные цвета валлийцев: красный, зелёный и белый. Это праздник валлийского общества во всём мире.

## Празднование и традиции

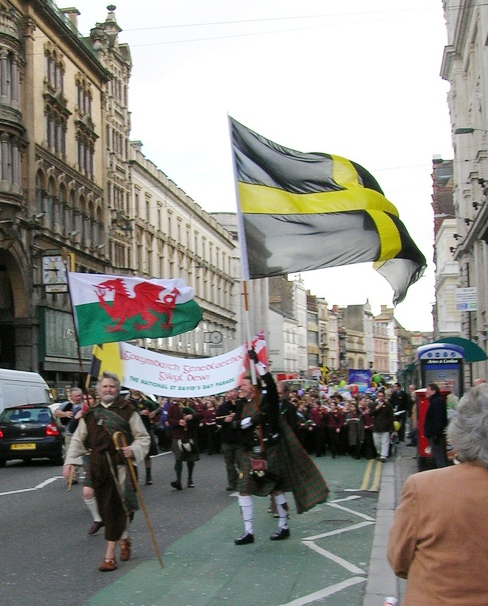
Флаг Уэльса и святого Давида на параде в Кардиффе

Ежегодно 1 марта в Уэльсе проводятся парады памяти святого Давида. Крупнейшим из них является парад в Кардиффе, в котором, в частности, принимают участие Королевские валлийцы. Празднование Дня Святого Давида становятся всё более распространённым. Концерты проходят в пабах, клубах и других местах.
В этот день жители Уэльса прикрепляют к одежде один или оба национальных символов Уэльса: бледно-жёлтый нарцисс (общеваллийский символ) или лук-порей (символ Святого Давида). Девочки иногда носят традиционные валлийские костюмы в школу. Также в праздновании этого дня важную роль играет флаг святого Давида, который можно часто увидеть на улицах Уэльса.